# Lucie Augustovičová
Lucie Augustovičová (* 1985 České Budějovice), je česká teoretická fyzička v oboru astrofyzika a kvantová fyzika, vysokoškolská pedagožka a držitelka několika ocenění. Je členkou Americké fyzikální společnosti.

## Život
Vystudovala matematickou fyziku a matematické inženýrství na Fakultě jaderné a fyzikálně inženýrské Českého vysokého učení technického (ČVUT) s vyznamenáním. Doktorát získala roku 2014 na Matematicko-fyzikální fakultě Univerzity Karlovy v Praze. Docentkou se na téže fakultě stala roku 2021 v oboru teoretická fyzika.
V letech 2015 až 2017 pracovala ve městě Boulder v USA. Byla spolupracovnicí vědeckého institutu JILA ve skupině Johna Bohna zabývající se výzkumem studených molekul a kvantového systému mnoha částic. Od roku 2014 učí na Matematicko-fyzikální fakultě Univerzity Karlovy.
Byla členkou hodnotící komise Ceny Milady Paulové za celoživotní přínos české vědě udělované MŠMT (2015).
Navzdory slibně rozjeté kariéře v USA se vrátila kvůli rodině zpět do České republiky. Prioritou se pro ni stala dcera.

## Ocenění
V roce 2014 získala dělené druhé místo v soutěži o Cenu Milana Odehnala za práci o metastabilním heliu v mezihvězdném prostoru. V témže roce jí byla také udělena čestná cena v soutěži Václava Votruby o nejlepší dizertaci v teoretické fyzice a Cena Josefa Hlávky pro nejlepší studenty a absolventy.
V roce 2015 získala její doktorská disertační práce na téma Kvantová dynamika malých molekul (pod vedením Pavla Soldána) cenu Wernera von Siemense ve dvou kategoriích, a to za „Nejlepší disertační práci“ a „Nejlepší absolventskou práci napsanou ženou“. Ve své disertaci se převážně zabývala kvantově-mechanickými výpočty rychlosti vzniku jednoduchých molekul radiativní asociací, které mohou pomoci lépe pochopit chemický vývoj raného vesmíru. V roce také 2015 získala ocenění ministerstva školství v kategorii pro vynikající studenty a absolventy studia ve studijním programu.
Za objevení teoretického postupu ochlazení molekul k absolutní nule získala spolu s dalšími dvěma vědkyněmi v roce 2020 ocenění L`Oréal UNESCO Pro ženy ve vědě, Česká republika a v roce 2023 cenu Učené společnosti České republiky za objev nových experimentálních postupů na poli fyziky nízkých teplot.